# Édouard François Zier
Édouard François Zier (Parigi, 7 maggio 1856 – Thiais, 19 gennaio 1924) è stato un pittore e illustratore francese.

## Biografia
Allievo di suo padre, il pittore Victor Casimir Zier, e di Jean-Léon Gérôme, espose la sua prima tela, La morte di Catone l'Uticense, al Salone del 1874. Carlo VI e Odette apparve al Salone del 1880; questi due dipinti e la sua Ester (1883) vennero acquistati dallo stato francese. La sua Julie (1875) su un tema romano venne esposta all'esposizione di Filadelfia del 1876 e venne premiata con una medaglia d'oro. Nel 1882, al Palazzo dell'Industria di Parigi vennero esposte una Psiche e un'opera su un "ricco cattivo".
Édouard Zier collaborò con numerosi giornali, come L'Illustration, Le Monde illustré, Le Courrier français, Le Journal de la jeunesse e Le Tour du monde. Nel 1917, sostituì il disegnatore Joseph-Porphyre Pinchon, mobilitato al fronte, per disegnare due storie di Bécassine, come Bécassine chez les Alliés, in collaborazione con Maurice Languereau, anche noto come Caumery.
Illustrò anche molte opere, tra le altre I tre moschettieri di Alexandre Dumas, l'Afrodite di Pierre Louÿs, Il romanzo comico di Scarron,  La cantiniére du xiiie siècle di Georges Le Faure, Les Trésors de la fable di Auguste Louvet, la Giovanna d'Arco di Marius Sepet, Voyages et aventures du Capitaine Marius Cougourdan di Eugène Mouton, Seulette e Le Trésor de Madeleine de Pierre Maël, A l'abordage di Henry de Brisay, così come molte opere di Zénaïde Fleuriot e di Jeanne Schultz. Nel 1890 illustrò il romanzo Reconnaissance di Marie d'Agon de la Contrie.

## Galleria d'immagini

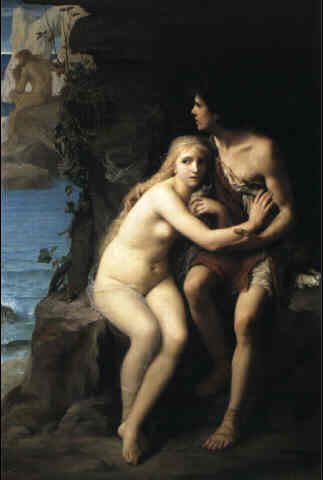
Aci e Galatea, 1877
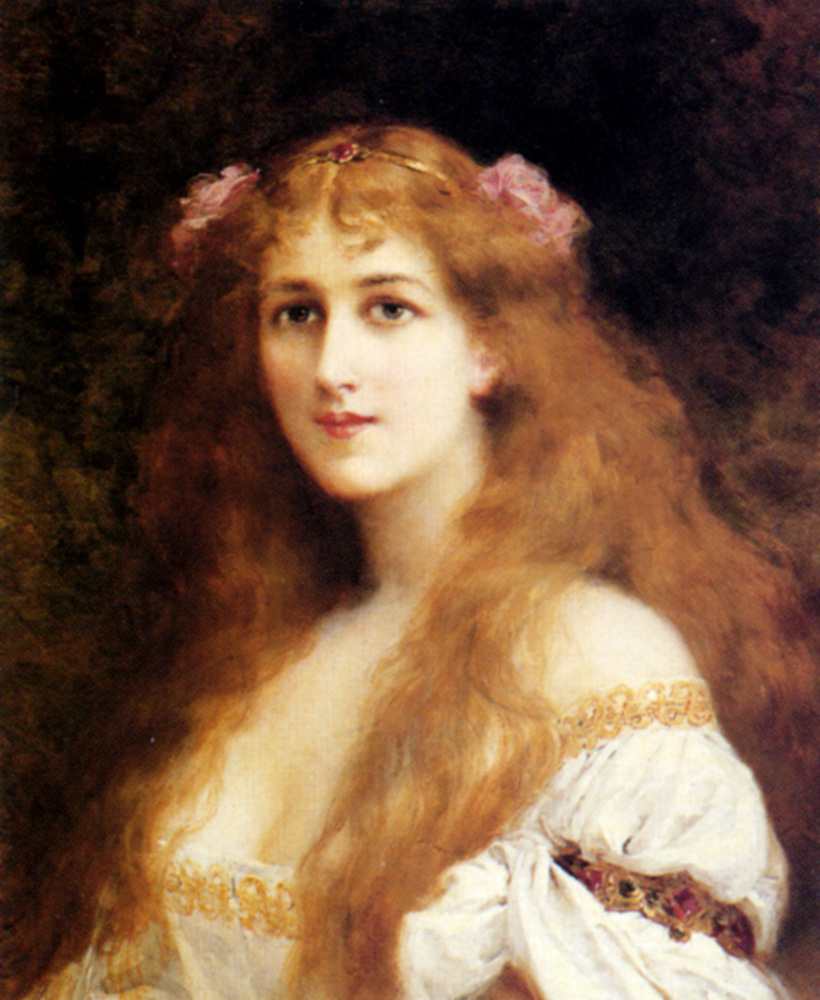
Ofelia, 1904
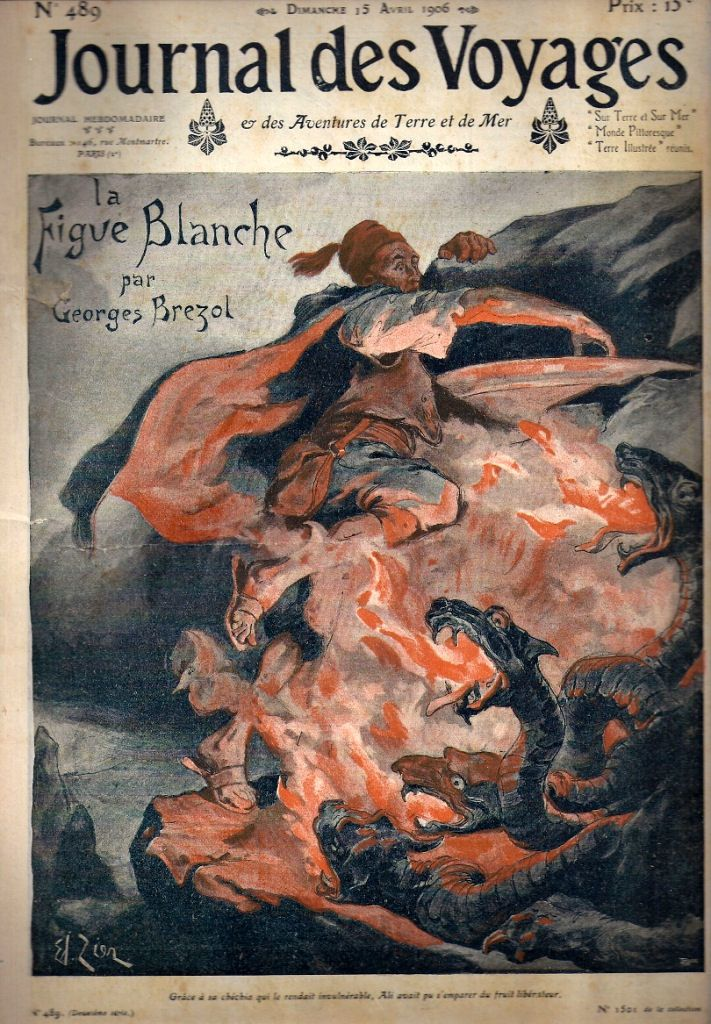
Un'illustrazione per la copertina del Journal des voyages, 1906